# Salix drummondiana
Salix drummondiana là một loài thực vật có hoa trong họ Liễu. Loài này được Barratt ex Hook. miêu tả khoa học đầu tiên năm 1838.